# Coelotes luculli
Coelotes luculli là một loài nhện trong họ Amaurobiidae.
Loài này thuộc chi Coelotes. Coelotes luculli được Paolo Marcello Brignoli miêu tả năm 1978.